# Сопатр
Сопа́тр Апаме́йский (др.-греч. Σώπατρος ὁ Ἀπᾰμεύς, IV в.) — античный философ-неоплатоник Пергамской школы неоплатонизма, ученик Ямвлиха, глава школы после смерти Ямвлиха (предп.).
Сведения о Сопатре почти отсутствуют. Собственно теоретическое содержание его деятельности восстановить практически невозможно. Из работ Сопатра не сохранилось ничего, сохранившиеся названия не говорят почти ни о чем. Известно, что Сопатр утверждал, что мистерическое посвящение устанавливает сродство души с божественной природой. В остальном Сопатр упоминается главным образом в связи со своими личными качествами и/или фрагментами из биографии (напр. у Евнапия: «<Сопатр,> который был одареннее всех благодаря возвышенности своей природы и величию души», «муж, способнейший как в красноречии, так и в сочинительстве»).
Имя Сопатра всегда упоминается в связи с деятельностью Пергамской школы неоплатонизма; упоминания свидетельствуют о том, как не сразу политеизм сдавал свои позиции. Предположительно, после смерти Ямвлиха Сопатр стал главой философской школы в Апамее. Ученики Ямвлиха поменяли своё прежнее место деятельности, и Сопатр во главе школы оказался в Константинополе при дворе Константина I. Там Сопатр пытался склонить христиански настроенного императора к традиционному политеизму. Поначалу Сопатр имел успех и был возведен в члены синклита, однако впоследствии против него был составлен заговор и по приказу императора ему отрубили голову (до 337 года).
Также известно, что Сопатр был зятем Ямвлиха; дочь Сопатра принимала императора Юлиана в Гиераполисе в 363 году во время персидского похода; сын Сопатра Гимерий был другом императора Юлиана, а своего сына назвал именем учителя отца, Ямвлиха; внук Сопатра Ямвлих Младший впоследствии сыграл важную роль в сохранении непрерывной традиции ямвлиховского неоплатонизма.

## Анекдоты
О смерти Сопатра у Евнапия. «…Но в то время произошло то, что часто случается в
соответствии с природой времен года [то есть не было нужного ветра, и корабли с продовольствием не могли прийти в Константинополь]… Давние же клеветники нашли, что время для выступления самое лучшее, и сказали ему: „Это Сопатр, которому ты оказал такие почести, задержал ветры своим непревзойденным искусством, которое ты хвалил, и с помощью которого он также хочет занять императорский трон“. Когда Константин это услышал, то поверил всему и приказал отрубить Сопатру голову, а те клеветники проследили, чтобы все было исполнено так же быстро, как и сказано. За эти беды вина лежала на Аблабии, префекте претория, которого Сопатр обошел в императорских почестях».